# Yukiko
Yukiko（ゆきこ、本名：前田 友紀子（まえだ ゆきこ）、1989年3月20日 - ）は、日本のモデル、タレントである。静岡県静岡市出身。

## 人物
- 15歳から19歳までの約4年間をドイツ・ボンにて過ごす。当時はヨーロッパを中心に活動していたことから「逆輸入モデル」として売り出されていた。帰国後は京都、大阪など関西地方を拠点に活動するが、前所属事務所Drake Agentからのスカウトをきっかけに東京を拠点に移す。
- タレントの川瀬良子は従姉。また、出身の常葉学園中学校では、同窓生にバスケットボール選手でアイシン・エィ・ダブリュ ウィングス所属の田中真樹や、2学年上に2007年度ミス・ユニバース世界大会優勝者の森理世がいた。
- 2014年6月に Rizing Starz Productionzへ移籍。

## 出演

### 映画
- ゼウスの法廷 2012年 - バーテンダー役

### イメージモデル
- エコエコアザラク〜眼〜（テレビ東京、2004年1月 - ）
- 香港九龍PHスタジオ　イメージモデル
- 表参道Animus美容専門学校ベトナム校
- Select shop Callas
- その他、スポーツ用品専属イメージモデル、情報誌カバーモデル等

### ブライダル
- 京都 Clotho 2011年-

### ショー
- Igedo fashion fairs 2007年 （ドイツ、デュッセルドルフ）
- Berin Fashion Week A/W 2008年 （ドイツ、ベルリン）
- Vice Tokyo first collection 2012年 （六本木）
- emocreation (ブランド: shojonotomo) 2015年 （麻布十番）
- GOLD STARS Vo.10 (ブランド:viver) 2015年 (渋谷)